# Husův sbor (Lužná)
Husův sbor v Lužné u Rakovníka je bohoslužebná stavba místní náboženské obce Církve československé husitské. Stavba je kulturní památkou od roku 2006, v Ústředním seznamu kulturních památek České republiky má katalogové číslo 1031402695. Tento sbor je jedinou stavbou tohoto typu v okrese Rakovník.

## Církev československá v Lišanech a rozhodnutí o stavbě sboru
Početně nejsilnější náboženská obec Církve československé (CČS) vzniklé po první světové válce vznikl v okrese Rakovník v Lišanech. Už v lednu 1921 se ustavila rada starších působící v širším okolí.
K bohoslužbám CČS byl využíván místní římskokatolický kostel, i duchovní CČS bydlil s rodinou na římskokatolické faře, což oboje způsobovalo trvalé spory.
Lišanská náboženská obec CČS začala zvažovat stavbu vlastního bohoslužebného prostoru i s bytem pro duchovního. Nedostatek finančních prostředků hodlala vyřešit zaplacením členských příspěvků věřícími na několik let dopředu.
Okamžitě se také začal hledat vhodný pozemek. Bylo rozhodnuto o koupi pozemku poblíž železniční zastávky Lužná - Lišany, aby budoucí stavba mohla sloužit věřícím obou obcí. Pozemek až do roku 1960 patřil katastrálně obci Lišany.
Nebyla to stavba v nové republice jediná, proto Církev československá rozhodla o ustavení Ústředního stavebního výboru církevního složeného ze zástupců církve a architektů. Při stavbách nových staveb byl kladen důraz na jejich vybudování společně s farou. Mezi požadavky kromě bytu patřila poloha stavby s větším prostorem okolní zeleně, multifunkčnost prostoru (využití pro přednášky a další kulturní záležitosti), administrativní část (kancelář, spisovna, zasedací síň pro radu starších). Mnohé stavby nakonec z finančních důvodů byly mnohem skromnější.
Do soutěže přihlásilo návrhy dvacet tři architektů.

## Finanční prostředky, nákup pozemku
Koupě pozemku jen z prostředků věřících nebyla však reálná, nákup pozemku zafinancoval jednatel lišanské rady starších Jan Mařík. Rada starších současně předložila žádost na poskytnutí dotace na stavbu, bylo přislíbeno, finance včas poskytnuty nebyly. Rada požádala proto o půjčku i Spořitelnu rakovnickou, ani zde finance nebyly získány. Do všech obcí byli rozesláni delegáti s žádostmi o finanční dary nebo bezúročné půjčky. Kromě několika majetnějších dárců nejvíce přispěly střední a nižší vrstvy malorolníků a horníci z Lišan, Krupé, Krušovic, Milého, Rynholce a Třtice. Současně se podařilo získat zdarma část stavebního materiálu (opuka ze Třtice, písek z Krušovic), bílé cihly společnosti Králodvorské cementárny byly zaplaceny. Protože přes usilovnou snahu stále nebyl dostatek financí na zahájení stavby, rada starších se znovu obrátila na centrum CČS, zda obdrží přislíbenou dotaci. Příslib sice získala, nakonec znovu pomohl Jan Mařík zastavením své vkladní knížky s částku 90.000 Kč rakovnické průmyslové bance. Koncem roku 1924 ústřední rada CČS předala lišanskému sboru slíbenou dotaci ve výši 124 000 Kč.

## Stavba objektu
Vypracování projektu bylo zadáno architektovi Tomáši Šaškovi z Prahy. Začátkem roku 1925 byly zahájeny výkopové práce včetně vyrovnání pozemku. Na stavbu pravidelně jezdili pomáhat obyvatelé sousedních vsí včetně horníků z Rynholce. Architekt Šašek zajistil kvalifikované zedníky a dozor, za CČS dozor vykonával bezplatně Jan Mařík. V průběhu žní se práce zpomalily, přesto stavba byla do konce roku v hlavních obrysech dokončena a vánoční bohoslužby se konaly již v novém sboru.
Celková finanční náklady dosáhly 384 000 Kč. Hypotéka u Okresní hospodářské záložny v Novém Strašecí byla vyrovnána až koncem roku 1945.

### Architektura objektu
Půdorys bohoslužebného prostoru je pravoúhlý, obdélníková loď o rozměrech 18×10 metrů ústí do pravoúhlého chóru 2×8 metrů s orientací na západ. Stavbě této hlavní části předstupuje na východě trakt pro administrativní a obytné účely ve tvaru obdélníka o rozměrech 14×10 metrů s delší stranou k sakrálnímu prostoru. Průčelí předního traktu je zakončeno trojúhelníkovým štítem v horní části s betonovým pásem s dekorativním prvkem. Kalich s ondřejským křížem byl doplněn dodatečně, stejně jako nápis Husův sbor z keramických písmen nad hlavním vstupem. Na ose průčelí vyniká portál zdůrazněný archivoltou, kterou tvoří zasunutá lodžie doplněná dvoukřídlými prosklenými dveřmi. Čelní stěna působí výrazně masivním dojmem stejně jako neomítnuté zdi z bílých cihel, které tvoří symetrii k budově blízkého nádraží z neomítnuté opuky.
Obdélníková věž je zapuštěna do těla stavby a její vrchol tvoří patro s osmi okenními otvory, jimiž je vidět 138 kg těžký zvon z dílny Arnošta Diepolda z Prahy. Věž je zakončena lunetovou římsou. Sedlová střecha je kryta taškami.
Návštěvníci a věřící vstupují dvoukřídlými dveřmi chodbou do liturgického prostoru. Z chodby se v přízemí vchází do bývalých prostor kanceláře a spisovny, v přízemí byl také byt (kuchyň, pokoj) kostelníka.
Široké schodiště vede do patra s bytem duchovního, odkud vede dřevěné schodiště do věže. Vstoupit do bytu duchovního lze též zvláštním venkovním vstupem.

### Vnitřní vybavení
Hlavní místnost o rozměrech 15 x 9,4 metru pojme až 300 věřících. Ve východní části je kruchta pro varhany a pěvecký sbor.
Vnitřní prostory pro věřící s minimální dekorací byly doplněny reprodukcí Brožíkova obrazu Hus před koncilem kostnickým a přetiskem stížného listu české a moravské šlechty proti upálení Jan Husa, v budově oboje je dodnes. Oltář, oltářní stůl a židle vyrobil truhlář František Frolík z Rynholce. Dodatečně byly doplněny nástěnné malby Ježíše Krista na hoře Olivetské, podobizny Jan Husa a Jana Amose Komenského. Tyto obrazy po poškození byly odstraněny.
Po roce 1980 byly původní židle v hlavním sále nahrazeny lavicemi a nainstalovány varhany, do té doby se používalo jen harmonium. Židle byly přemístěny do bývalé kanceláře, ze které vznikl bohoslužebný prostor pro zimní období.

## Slavnostní otevření Husova sboru
Bohoslužby se ve sboru konaly od prosince 1925, přesto rada starších trvala na jeho slavnostním otevření.
6. června 1926 se náboženské slavnosti zúčastnilo tisíce návštěvníků z místa, okolních i vzdálenějších náboženských obcí, mnozí přijeli na vyzdobených vozech, vlakem z Prahy dorazilo mnoho účastníků. Od nádraží kráčel průvod v čele s jezdci v husitských oblecích nebo sokolských krojích s alegorickými vozy s vlajícími černými prapory s rudým kalichem a praporem náboženské obce. Uprostřed průvodu kráčela skupina duchovních v čele s patriarchou CČS Karlem Farským. Po uvítání a slavnostním přestřižení pásky Karel Farský sloužil bohoslužbu uvnitř sboru, před budovou bohoslužbu pro další účastníky sloužil kněz Václav Štastný ze Zbraslavi. Po slavnostním biřmování asi 600 dětí následovala taneční zábava.
Otevření sboru byla jednou z největších církevních akcí na Rakovnicku v době mezi válkami.

## Závěr
Přes menší dodatečné úpravy je stavba mimořádným dokladem celostátně řízené koncepce liturgických prostor Církve československé ve 20. letech 20. století.